# Jonatan
Segons l'Antic Testament, Jonatan (en hebreu יְהוֹנָתָן בן-שאול Yəhônātān ben Sha'ul) era el fill primogènit de Saül, el primer rei d'Israel. Príncep d'Israel, no va arribar a succeir el seu pare, ja que van morir ambdós a la Batalla de Guilboa.

## Príncep d'Israel
Pertanyent a la tribu de Benjamí, Jonatan era fill del rei Saül i de la seva esposa Ahinòam. El seu germà petit, que va succeir el seu pare, va ser l'últim monarca hebreu de la Casa de Saül. La seva germana petita Mical es va casar amb el futur rei d'Israel, David.
Quan feia dos anys que el seu pare regnava, va ser nomenat segon de l'exèrcit israelita que lluitava contra els filisteus. Durant una batalla, el rei d'Israel va prohibir que ningú mengés res per estar més concentrats en la lluita. Jonatan no va sentir les ordres i va prendre quelcom per menjar. Aleshores el seu pare, tot i saber-li molt de greu, es veié obligat a condemnar-lo a mort. Tot l'exèrcit demanà l'amnistia a Saül i al final el perdonà.
Pare i fill van dirigir durant anys combats contra els moabites, els ammonites, els idumeus, els amalequites, els reis de Sobà i contra els filisteus.

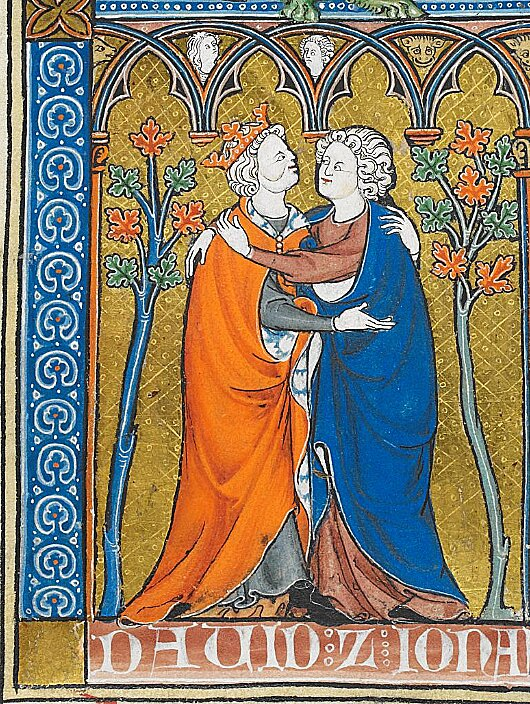
David i Jonatan
"La Somme le Roy", 1290

## Jonatan i David
Un dia, un jove pastor va entrar al servei del rei d'Israel per tocar la lira. Al cap de poc, aquest pastor, anomenat David, va matar el gegant filisteu Goliat i Saül es va fer acompanyar sempre per ell. Aleshores, segons el Primer llibre de Samuel, Jonatan va quedar admirat per David i se l'estimava com a si mateix.
Saül va començar a sentir-se gelós del jove David per l'admiració que li tenia el poble com a guerrer valent. Amb el temps, la gelosia es convertí amb odi i Jonatan veié horroritzat com el seu pare intentava matar David.
Un dia, Jonatan i David van inventar una estratagema perquè David pogués salvar-se de Saül si aquest intentava matar-lo; Jonatan faria veure que entrenava amb l'arc i depenent què li digués al seu servent que anava a recollir les fletxes, David sabria si hi havia perill de mort o no.
El jove David es va haver d'exiliar del palau reial i Jonatan es quedà molt trist, juntament amb la seva germana Mical, esposa de David.

## Mort de Jonatan
Mentrestant, la guerra entre israelites i filisteus continuava, i un dia l'exèrcit israelita i el filisteu es van trobar a la muntanya de Guilboa. De resultes de la batalla, els filisteus van aniquilar els hebreus i de la família reial jueva van morir els prínceps Jonatan, Abinadab i Malquixua, fills de Saül. El rei es va suïcidar. Només el germà petit de Jonatan, Ixbóixet, que no havia anat a la batalla, va sobreviure i va ser nomenat rei d'Israel.

## El fill de Jonatan
Quan Jonatan va morir tenia un fill, Mefibóixet, de cinc anys que era esguerrat d'un peu i anava coix. Quan David feia uns anys que era rei d'Israel va tornar-li totes les propietats del rei Saül.